# Прилук (Пинежский район)
Прилук (устар. Агафоновская, Прилуцкая) — деревня в Пинежском районе Архангельской области. Входит в состав Сурского сельского поселения.

## География
Деревня расположена в восточной части области на расстоянии примерно в 77 километрах по прямой к юго-востоку от районного центра села Карпогоры.
Часовой пояс
Деревня Прилук как и вся Архангельская область, находится в часовой зоне МСК (московское время). Смещение применяемого времени относительно UTC составляет +3:00.

## Население
| 2002 | 2010 | 2012 |
| ---- | ---- | ---- |
| 35   | ↘22  | →22  |

Национальный состав
Согласно результатам переписи 2002 года, в национальной структуре населения русские составляли 95 % из 38 чел..
Жители деревни имеют местное пинежское прозвище — крохали.